# Forschungszentrum Seibersdorf
Das Forschungszentrum Seibersdorf, auch Österreichisches Forschungszentrum, Atomforschungszentrum bzw. englisch Seibersdorf Laboratories, ist ein Technologiezentrum in Seibersdorf im Bezirk Baden, in Niederösterreich, das Ausbildung, Forschung, Labordienstleistungen bis zur Behandlung von radioaktivem Abfall anbietet.

## Geographie
Das Forschungszentrum liegt im Industrieviertel, etwa 30 Kilometer südlich des Stadtzentrums von Wien, 20 Kilometer östlich von Baden und 15 Kilometer nördlich von Eisenstadt unweit der Landesgrenze, nahe dem Leithagebirge. Die Häusergruppe befindet sich 2½ Kilometer nördlich von Seibersdorf an der B 60 Leitha Straße auf etwa 185 m ü. A. Seehöhe.
Nachbarorte
| Mitterndorf an der Fischa (Gem. Mitterndorf a.d.F., u. Gramatneusiedl, Bez. Bruck a.d.L.) |                                             | Reisenberg (Gem. Reisenberg)                          |
| Schranawand (Gem. Ebreichsdorf)                                                           | Kompassrose, die auf Nachbargemeinden zeigt | Wasenbruck (Gem. Mannersdorf a.L., Bez. Bruck a.d.L.) |
| Unterwaltersdorf (Gem. Ebreichsdorf)                                                      | Seibersdorf                                 |                                                       |

## Reaktorzentrum Seibersdorf
1958 kaufte die Österreichische Studiengesellschaft für Atomenergie (SGAE), zwei Jahre zuvor für den Einstieg Österreichs in das Atomzeitalter gegründet, ein 110 ha großes Gelände in der Gemeinde Seibersdorf für einen Forschungsstandort – Kaufverhandlungen in Götzendorf und im Raum zwischen Maria Ellend und Regelsbrunn waren zuvor gescheitert.
Auf diesem Gelände wurde zwischen 1958 und 1960 das Reaktorzentrum Seibersdorf errichtet. Neben Instituten für Elektronik, Physik, Chemie, Metallurgie und Strahlenschutz wurde als zentrales Forschungsgerät der erste Forschungsreaktor in Österreich, der Adaptierte Schwimmbecken-Typ-Reaktor Austria (ASTRA), errichtet. Auch ein Zwischenlager für niederradioaktive Abfälle wurde errichtet.
Auch die Internationale Atomenergie-Organisation (IEAO/IAEA, Hauptquartier Wien-UNO-City) betreibt seit 1962 Laboratorien in Seibersdorf.
Für das österreichische Reaktorzentrum waren zwei Ausbaustufen vorgesehen:
- In einem ersten Schritt sollte der ASTRA-Reaktor zu einem Materialtestreaktor mit 15 MW Leistung ausgebaut werden.
- In einem weiteren Schritt sollte ein Prototyp eines Kernkraftwerks errichtet werden.

Aus finanziellen Gründen kam es jedoch nie zu einem Ausbau. Da sich die Kernenergie nicht, wie in den 1950er Jahren angenommen, zur Leittechnologie entwickelte, wurde auch im Reaktorzentrum die Forschung diversifiziert. Nach dem Atomausstieg Österreichs (Atomsperrgesetz 1978) war die ursprüngliche Aufgabe hinfällig, es wurde nur der Forschungsreaktor weiterbetrieben. Dieser Abkehr von der Konzentration auf die Kernenergie wurde auch in der Änderung des Namens in Forschungszentrum Seibersdorf Rechnung getragen. Der Kernreaktor wurde 1999–2004 stillgelegt. 2006 wurde dann die offizielle Firmenbezeichnung auf Austrian Research Centers geändert, 2009 auf Austrian Institute of Technology (AIT). Diese betreibt heute mehrere wichtige Forschungseinrichtungen.

## Forschungszentrum Seibersdorf/Seibersdorf Laboratories
Das Zentrum Seibersdorf wird von der 2008 installierten Seibersdorf Labor GmbH betrieben. Die Eigentümer sind über das AIT die Republik Österreich (zu 50,46 %), wo es dem Bundesministerium für Klimaschutz, Umwelt, Energie, Mobilität, Innovation und Technologie unterstellt ist, und die Industriellenvereinigung Österreich.

Im Rahmen der ursprünglichen Aufgabe betreibt man ein Labor die Dosimetrie für große Teile Österreichs. Für den Strahlenschutz existiert die Strahlenschutzakademie, die die Ausbildung von Strahlenschutzbeauftragten, aber auch für die Behörden, Feuerwehr und anderen Hilfsorganisationen (BOS) und das Bundesheer durchführt.
Geforscht wird auch über Radiopharmaka, Biomarker und Positronen-Emissions-Tomographie (PET). Außerdem befinden sich hier Prüfstellen für Laser und LED-Lampen, Elektromagnetische Verträglichkeit (EMV), und Labors für Hochfrequenztechnik und chemische Analytik (Umwelt- und Geoanalytik, Wirkstoffprüfungen, Dopingkontrollen und Forensische Analytik) – so wurde hier etwa zusammen mit der Geologischen Bundesanstalt umfangreiche Erfassungen zu natürlichen wie anthropogenen Schadstoffbelastungen in Österreich erstellt.

Das Atommülllager für Österreich – dieser fällt durch den Verzicht auf Atomkraft nur als minderradioaktiv und in Kleinmengen an, insbesondere aus der radiologischen Medizin – wird von der Nuclear Engineering Seibersdorf GmbH (NES) betrieben. Pro Jahr fallen insgesamt etwa 15 Tonnen radioaktive Abfälle aus Medizin, Industrie und Forschung an.
Das Department of Nuclear Sciences and Applications der Internationalen Atombehörde führt hier – und in Wien – ebenfalls Labors, die inzwischen zu internationalen Referenzzentren wurden, das FAO/IAEA Agriculture and Biotechnology Laboratory (zusammen mit der Welternährungsorganisation FAO, für Bodenkunde, Pflanzen- und Tierzucht, Entomologie und Agrochemikalien), das Physics, Chemistry and Instrumentation Laboratory (Chemie und Instrumentation, Dosimetrie, Isotopenhydrologie), sowie das Safeguards Analytical Laboratory (Isotopenanalyse, chemische Analyse, Clean Laboratory für Nachweise), sowie ein Trainingscenter, in dem in den letzten Jahrzehnten über 2300 Wissenschaftler und Techniker aus 120 Ländern weitergebildet wurden. Betrieben werden die IAEA-Labors von der General Services and Safety Section (GESS).
Das Safeguards Analytical Laboratory der IAEA erlangte besonders 2007 weltweite Bekanntheit, da hier Hinweise auf ein iranisches Atomprogramm gefunden wurden. Heute sind die Anlagen aber weitgehend veraltet, der ehemalige IAEA-Direktor  Mohammed el-Baradei forderte zu der Zeit die Mitgliedstaaten zu Investitionen auf.
Da die Anlagen weit entfernt von Ballungszentren errichtet wurden und auch mit öffentlichen Verkehrsmitteln nicht erreichbar sind, fahren regelmäßig Shuttle-Busse vom Bahnhof Gramatneusiedl zum Zentrum und zurück. Die Internationale Atomenergiebehörde transportiert ihre um die 180 in Seibersdorf angestellten Mitarbeiter täglich mit Bussen aus Wien ebendorthin und zurück.

## Auszeichnungen
- Österreichischer Bauherrenpreis 1996

## Nachweise
- 30633 – Seibersdorf. Gemeindedaten der Statistik Austria
- Eintrag zu Seibersdorf GmbH, Forschungszentrum im Austria-Forum (im AEIOU-Österreich-Lexikon)
- Health & Environment Department, Biomedical Systems – AIT Austrian Institute of Technology GmbH. In: Forschungsatlas Niederösterreich. Archiviert vom Original am 19. Januar 2016.

1. 1 2  Firma Nuclear Engineering Seibersdorf GmbH in Seibersdorf. Firmenbuchdaten Creditreform/firmenabc.at
2. 1 2 3  Lit. The International Atomic Energy Agency’s Laboratories, S. 2 (pdf S. 8)
3. 1 2  Firma Seibersdorf Labor GmbH in Seibersdorf. Firmenbuchdaten Creditreform/firmenabc.at
4. ↑  Ionisierende Strahlung und Radioaktivität (Memento vom 27. Juli 2013 im Internet Archive), seibersdorf-laboratories.at
5. ↑  Seibersdorf Academy - Homepage. In: seibersdorf-laboratories.at. Abgerufen am 19. Januar 2020., seibersdorf-laboratories.at
6. ↑  Arzneimittel (Memento vom 14. Januar 2014 im Internet Archive), seibersdorf-laboratories.at
7. ↑  Laser, LED & Lampen-Sicherheit – Prüfstelle und Beratung, seibersdorf-laboratories.at
8. ↑  Elektromagnetische Verträglichkeit / EMV Prüfzentrum, seibersdorf-laboratories.at
9. ↑  Hochfrequenztechnik (Memento vom 29. Juli 2013 im Internet Archive), seibersdorf-laboratories.at
10. ↑  Chemische Analytik (Memento vom 14. Januar 2014 im Internet Archive), seibersdorf-laboratories.at
11. ↑  Fachabteilung Geochemie: Projekte. In: geologie.ac.at. Geologische Bundesanstalt, archiviert vom Original; abgerufen am 1. Februar 2007.
12. ↑  Entsorgung und Lagerung: Die gelben Fässer von Seibersdorf derstandard.at, abgerufen am 12. März 2016
13. ↑  Lit. The International Atomic Energy Agency’s Laboratories, S. 3 (pdf S. 9)
14. ↑  dazu insb. The International Atomic Energy Agency’s Laboratories, Abschnitt The Clean Laboratory Unit, S. 49 (pdf S. 55)
15. ↑  dazu insb. The International Atomic Energy Agency’s Laboratories, Abschnitt Training, S. 4 (pdf S. 10)
16. ↑  dazu insb. The International Atomic Energy Agency’s Laboratories, Abschnitt General Services and Safety Section, S. 52 (pdf S. 58)
17. 1 2  Michael Lohmeyer: Niederösterreich: UN-Atombehörde: Sicherheitsalarm um Seibersdorf. Atomenergiebehörde klagt über Sicherheitsdefizite und will 39,2 Millionen Euro.  In Die Presse, 23. November 2007, online auf diepresse.com.
18. ↑  IAEO-Labor: Atombehörde fordert Renovierung von Seibersdorf. Online auf oe24.at, 21. November 2007.